# WTA Challenger Gaiba
Das WTA Challenger Gaiba (offiziell: Veneto Open promoted by Regione del Veneto) ist ein Tennisturnier der WTA Challenger Series, das seit 2022 in der italienischen Stadt Gaiba auf dem Gelände des Tennis Club Gaiba ausgetragen wird.

## Siegerliste

### Einzel
| Jahr | Siegerin            | Finalgegnerin | Ergebnis      |
| ---- | ------------------- | ------------- | ------------- |
| 2022 | Alison Van Uytvanck | Sara Errani   | 6:4, 6:3      |
| 2023 | Ashlyn Krueger      | Tatjana Maria | 3:6, 6:4, 7:5 |
| 2024 | Alycia Parks        | Bernarda Pera | 6:3, 6:1      |

### Doppel
| Jahr | Siegerinnen                  | Finalgegnerinnen                          | Ergebnis         |
| ---- | ---------------------------- | ----------------------------------------- | ---------------- |
| 2022 | Madison Brengle Claire Liu   | Witalija Djatschenko Oksana Kalaschnikowa | 6:4, 6:3         |
| 2023 | Jang Su-jeong Han Na-lae     | Weronika Falkowska Katarzyna Piter        | 6:3, 3:6, [10:6] |
| 2024 | Hailey Baptiste Alycia Parks | Miriam Kolodziejová Anna Sisková          | 7:64, 6:2        |